# Alianza Popular (Fiyi)
La Alianza Popular (en inglés: People's Alliance) es un partido político de Fiyi. El partido fue formado en 2021 por el actual primer ministro Sitiveni Rabuka.

## Historia
Fundado como escisión del SODELPA por 11 miembros, incluido Sitiveni Rabuka, el partido se registró el 12 de agosto de 2021 y posteriormente se lanzó el 11 de octubre de 2021. El 9 de abril de 2022, el partido nombró a Manoa Kamikamica como líder adjunto del partido.  Lynda Tabuya y Daniel Lobendahn también fueron designados líderes adjuntos del partido el 7 de mayo de 2022 según la constitución del partido para tener tres líderes adjuntos.
El partido presentó 55 candidatos en las elecciones generales de Fiyi de 2022. El 8 de abril de 2022, el partido firmó un memorando de entendimiento con el Partido de la Federación Nacional que indica un acuerdo para trabajar juntos después de las elecciones.
En los comicios, el partido obtuvo un 35,8% de los votos y 21 escaños. Tras esto, la Alianza Popular formó un gobierno de coalición con el Partido de la Federación Nacional y el Partido Liberal Socialdemócrata, con Rabuka como Primer Ministro. 

## Resultados electorales
| Año  | Votos   | %                | Escaños | +/- | Resultado | Cabeza de lista |
| ---- | ------- | ---------------- | ------- | --- | --------- | --------------- |
| 2022 | 168.581 | \| \| 35.82 % \| | 21/55   |     | Gobierno  | Sitiveni Rabuka |
|      | 35.82 % |                  |         |     |           |                 |